# Güterfernverkehrstarif
Der Güterfernverkehrstarif (GFT; engl. long-haul traffic tariff) war in der Bundesrepublik Deutschland von 1989 bis 1993 die gesetzlich verbindliche Berechnungsgrundlage für Transportleistungen von Speditionen im LKW-Verkehr. Der Vorläufer des GFT war bis 1989 der Reichskraftwagentarif (RKT).
Durch zwei Verordnungen wurde 1989 die im Tarif enthaltene Kraftverkehrsordnung (KVO) von überholt gehaltenen Vorschriften bereinigt und der Name von RKT auf GFT geändert. Unter anderem wurde der Name des Reichs-Kraftwagen-Betriebsverbands (RKB) gänzlich aus dem Text gestrichen, eine Organisation, die bereits seit 1945 aufgehört hatte zu existieren. Diese Änderungen traten am 15. Mai 1989 in Kraft. Die Wirkung der KVO wurde dabei auf den Verkehr innerhalb Deutschlands eingegrenzt.
Durch Gesetzesänderungen im August und November 1993 wurde die Regelung der Transportkosten mit Wirkung zum 1. Januar 1994 gänzlich beendet. "Das Tarifaufhebungsgesetz gibt den gesetzgeberischen Grund des Schutzes der Eisenbahn vor Wettbewerbsnachteilen nunmehr auf. [...] An seine Stelle treten zweckmäßige, alle Beteiligte gleichmäßig berücksichtigende Regelungsgesichtspunkte." Die Bundesanstalt für den Güterfernverkehr als Kontrollinstanz des Güterkraftverkehrsgesetzes wurde umbenannt in Bundesamt für Güterverkehr (BAG). Die neu strukturierte Behörde hatte durch den Wegfall der Tarifprüfung weniger Aufgaben und konnte 800 Mitarbeiter entlassen.
Im Hinblick auf Verträge der Europäischen Gemeinschaft zur Liberalisierung der Dienstleistungsmärkte wurde auch der Deutsche Eisenbahngütertarif (DEGT) aus dem Allgemeinen Eisenbahngesetz (AEG) entfernt und der Frachten- und Tarifanzeiger Binnenschifffahrt (FTB) abgeschafft. 1998 wurde als weitere Liberalisierung mitsamt einer Neufassung des Güterkraftverkehrsgesetzes der Kabotagevorbehalt abgebaut.
Nach der Entfernung gesetzlich bestimmter Tarife wurden Elemente des GFT von verschiedenen Publikationen oder Initiativen im Transportwesen weiterverwendet, z. B. in Schriften über unverbindliche Preisempfehlungen oder im Entfernungswerk Straße (EWS), welches das bereits im GFT verankerte Prinzip der Entfernungsbestimmung anhand von zentralen Knotenpunkten fortführt.